# Amphoe Su-ngai Padi
Amphoe Su-ngai Padi (thailändisch อำเภอสุไหงปาดี) ist ein Landkreis (Amphoe – Verwaltungs-Distrikt) in der  Provinz Narathiwat. Die Provinz Narathiwat liegt im Südosten der Südregion von Thailand an der Landesgrenze nach Malaysia.

## Geographie
Benachbarte Landkreise und Gebiete sind (von Norden im Uhrzeigersinn): die Amphoe Cho-airong, Tak Bai, Su-ngai Kolok, Waeng, Sukhirin und Ra-ngae. Alle Amphoe liegen in der Provinz Narathiwat.

## Sehenswürdigkeiten
- Chat-Warin-Wasserfall – Wasserfall in Tambon Todeng an der Straße 4056 mit ganzjähriger Wasserführung im Nationalpark Budo Su-ngai Padi.

## Verwaltung

### Provinzverwaltung
Amphoe Su-ngai Padi ist in sechs Unterbezirke (Tambon) eingeteilt, welche weiter in 50 Dorfgemeinschaften (Muban) unterteilt sind.
| Nr. | Name         | Thai    | Muban | Einw.  |
| --- | ------------ | ------- | ----- | ------ |
| 1.  | Paluru       | ปะลุรู    | 08    | 17.634 |
| 2.  | Su-ngai Padi | สุไหงปาดี | 12    | 07.959 |
| 3.  | Todeng       | โต๊ะเด็ง  | 05    | 06.907 |
| 4.  | Sa Ko        | สากอ    | 12    | 10.419 |
| 5.  | Riko         | ริโก๋     | 07    | 06.653 |
| 6.  | Kawa         | กาวะ    | 06    | 05.055 |

### Lokalverwaltung
Paluru (เทศบาลตำบลปะลุรู) ist eine Kleinstadt (Thesaban Tambon) im Landkreis, sie besteht aus Teilen des Tambon Paluru.
Außerdem gibt es sechs „Tambon-Verwaltungsorganisationen“ (TAO, องค์การบริหารส่วนตำบล) für die Tambon oder die Teile von Tambon im Landkreis, die zu keiner Stadt gehören.